# 스톨보보이섬

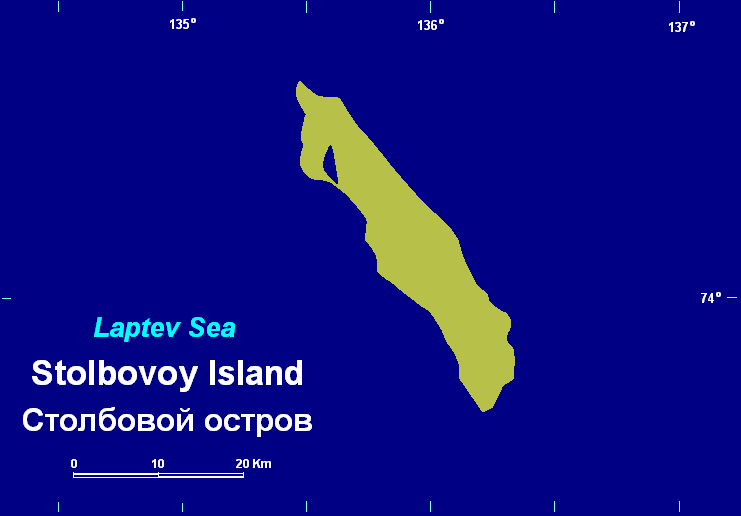

스톨보보이섬(러시아어: Столбовой остров)은 노보시비르스크 제도에 속하는 섬의 하나로 노보시비르크 제도의 남서쪽 부분에 위치하며 랍테프해의 동부에 해당한다. 면적은 170 평방 킬로미터이고 최고점은 222 미터이다.

## 같이 보기
- 랴홉스키 제도